# The Unforgiven II
The Unforgiven II è un singolo del gruppo musicale statunitense Metallica, pubblicato il 23 febbraio 1998 come secondo estratto dal settimo album in studio ReLoad.

## Descrizione
Composto da James Hetfield, Lars Ulrich e Kirk Hammett, venne concepito come il seguito del brano The Unforgiven, dall'album Metallica (1991). Il testo è astratto e il suo significato è spesso messo in discussione dai fan, e Hetfield ha successivamente dichiarato che il significato del brano è quello di «non perdonare nessuno e finire la propria vita in solitudine».
Il brano fu eseguito dal vivo in sole sei occasioni, la prima delle quali avvenne a Las Vegas in occasione dell'annuale Billboard Music Awards, dove il gruppo fu premiato come artista dell'anno.

## Video musicale
Il videoclip, diretto da Matt Mahurin e pubblicato il 20 gennaio 1998, mostra lo stesso ragazzo di The Unforgiven con sette anni in più. Vengono di nuovo mostrate le sue frustrazioni.

## Tracce
CD singolo – parte 1
1. The Unforgiven II – 6:36 (James Hetfield, Lars Ulrich, Kirk Hammett)
2. Helpless (Live) – 4:15 (Sean Harris, Brian Tatler) – originariamente interpretata dai Diamond Head
3. The Four Horsemen (Live) – 6:19 (James Hetfield, Lars Ulrich, Dave Mustaine)
4. Of Wolf and Man (Live) – 4:31 (James Hetfield, Lars Ulrich, Kirk Hammett)

CD singolo – parte 2
1. The Unforgiven II – 6:36 (James Hetfield, Lars Ulrich, Kirk Hammett)
2. The Thing That Should Not Be (Live) – 7:33 (James Hetfield, Lars Ulrich, Kirk Hammett)
3. The Memory Remains (Live) – 4:19 (James Hetfield, Lars Ulrich)
4. King Nothing (Live) – 6:18 (James Hetfield, Lars Ulrich, Kirk Hammett)

CD singolo – parte 3
1. The Unforgiven II – 6:36 (James Hetfield, Lars Ulrich, Kirk Hammett)
2. No Remorse (Live) – 4:54 (James Hetfield, Lars Ulrich)
3. Am I Evil? (Live) – 5:08 (Sean Harris, Brian Tatler) – originariamente interpretata dai Diamond Head
4. The Unforgiven II (Demo) – 7:07 (James Hetfield, Lars Ulrich, Kirk Hammett)

CD singolo (Giappone)
1. The Unforgiven II – 6:36 (James Hetfield, Lars Ulrich, Kirk Hammett)
2. The Thing That Should Not Be (Live) – 7:33 (James Hetfield, Lars Ulrich, Kirk Hammett)
3. The Memory Remains (Live) – 4:19 (James Hetfield, Lars Ulrich, Kirk Hammett)
4. No Remorse (Live) – 4:54 (James Hetfield, Lars Ulrich)
5. Am I Evil? (Live) – 5:08 (Sean Harris, Brian Tatler) – originariamente interpretata dai Diamond Head
6. The Unforgiven II (Demo) – 7:07 (James Hetfield, Lars Ulrich, Kirk Hammett)

## Formazione
Gruppo
- James Hetfield – chitarra, voce
- Lars Ulrich – batteria
- Kirk Hammett – chitarra
- Jason Newsted – basso

Altri musicisti
- Jim McGillveray – percussioni aggiuntive

Produzione
- Bob Rock – produzione
- James Hetfield – produzione
- Lars Ulrich – produzione
- Randy Staub – registrazione, missaggio
- Brian Dobbs – ingegneria del suono aggiuntiva
- Kent Matcke – assistenza tecnica
- Darren Grahn – assistenza tecnica, montaggio digitale
- Gary Winger – assistenza tecnica
- Bernardo Bigalli – assistenza tecnica
- Mike Gillies – montaggio digitale
- Paul DeCarli – montaggio digitale
- Mike Fraser – missaggio
- George Marino – mastering

## Classifiche
| Classifica (1998)             | Posizione massima |
| ----------------------------- | ----------------- |
| Australia                     | 9                 |
| Austria                       | 18                |
| Belgio (Fiandre)              | 45                |
| Finlandia                     | 1                 |
| Francia                       | 89                |
| Germania                      | 23                |
| Irlanda                       | 14                |
| Italia                        | 8                 |
| Norvegia                      | 8                 |
| Nuova Zelanda                 | 22                |
| Paesi Bassi                   | 16                |
| Regno Unito                   | 15                |
| Stati Uniti                   | 59                |
| Stati Uniti (mainstream rock) | 2                 |
| Svezia                        | 8                 |